# 吴中博物馆

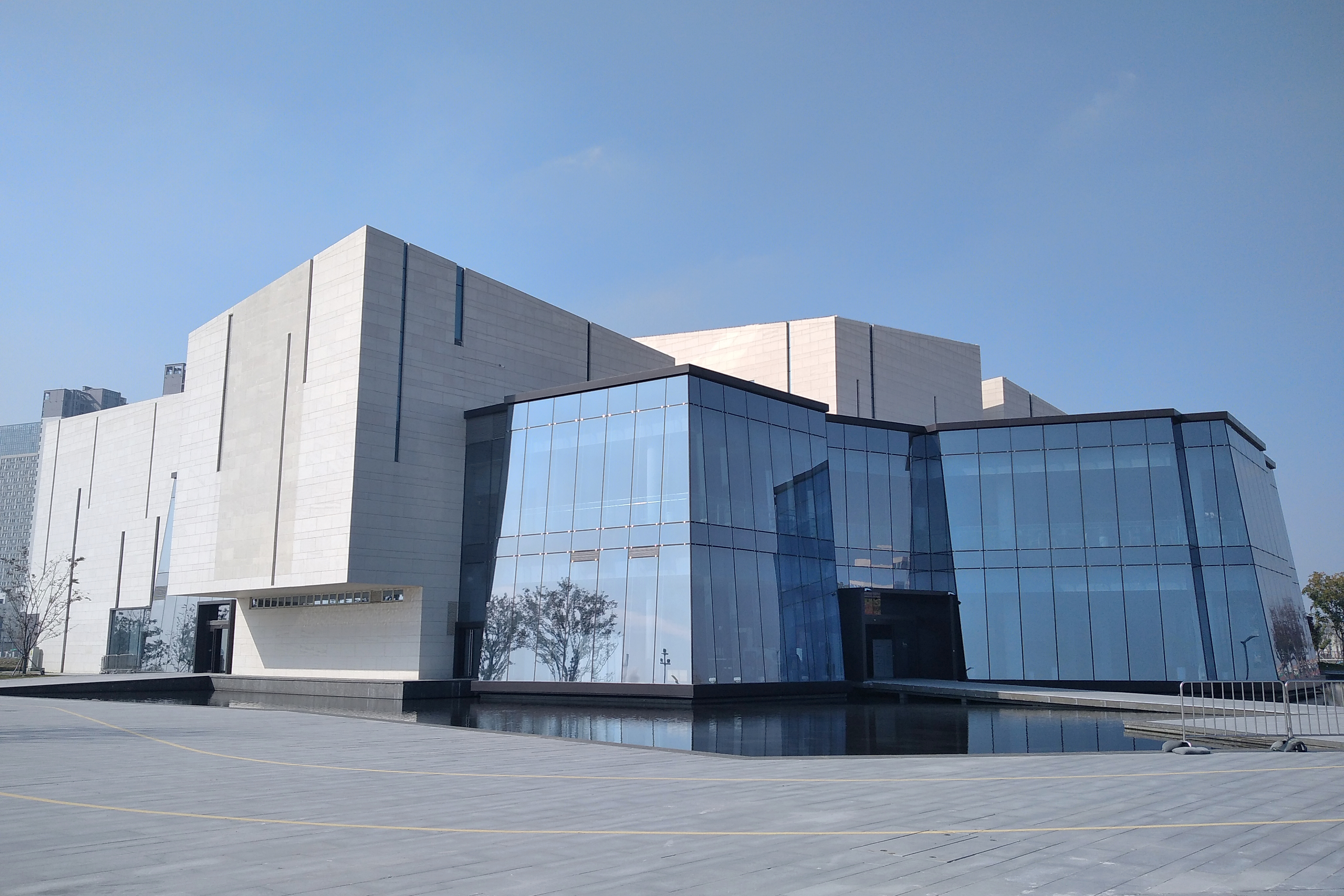
吴中博物馆

吳中博物館又名苏州吴文化博物馆（英語：Wuzhong Museum），是一座位于苏州市吴中区澹台湖畔的博物馆。

## 历史
2020年6月28日建成开馆，地址为苏州市吴中区澹台街9号，占地面积8500平米，总建筑面积18600平米，馆內藏有近万件文物。吳中博物館分为地上三层和地下一层。其中一楼是临展厅和教育中心，二楼为常设主展厅，三楼是行政办公区。。
常设展有“考古探吴中”和“风雅颂吴中”两个专题展览，其中“风雅颂吴中”分为“吴风”、“吴雅”和“吴颂”三个展厅。

## 营业时间
- 周二至周日：上午九点至下午五点
- 周一闭馆

## 交通
- 苏州轨道交通2号线宝带桥南站

## 外部連結
- 官方网站